# Lithosia quadra
Lithosia quadra — вид метеликів з родини еребід (Erebidae).

## Поширення
Вид поширений по всій Європі та Північній Азії на схід до Японії. Трапляється в листяних лісах і фруктових плантаціях, рідше на відкритих місцях.

## Опис
Найбільший представник триби лишайниць (Lithosiini). Розмах крил 35-55 мм. Самці менші за самиць. В імаго спостерігається чіткий статевий диморфізм. У самців крила сірі з жовтими жилками і синьо-чорною смугою на передній частині зовнішнього краю переднього крила. У самиць жовті крила з двома синьо-чорними крапками.
Личинка шиферно-сіра, з тонкими поздовжніми лініями, на спині спереду, в центрі і ззаду по одній поперечній чорній плямі, а під спиною розташовані поздовжні ряди дрібних червонувато-жовтих бородавок.

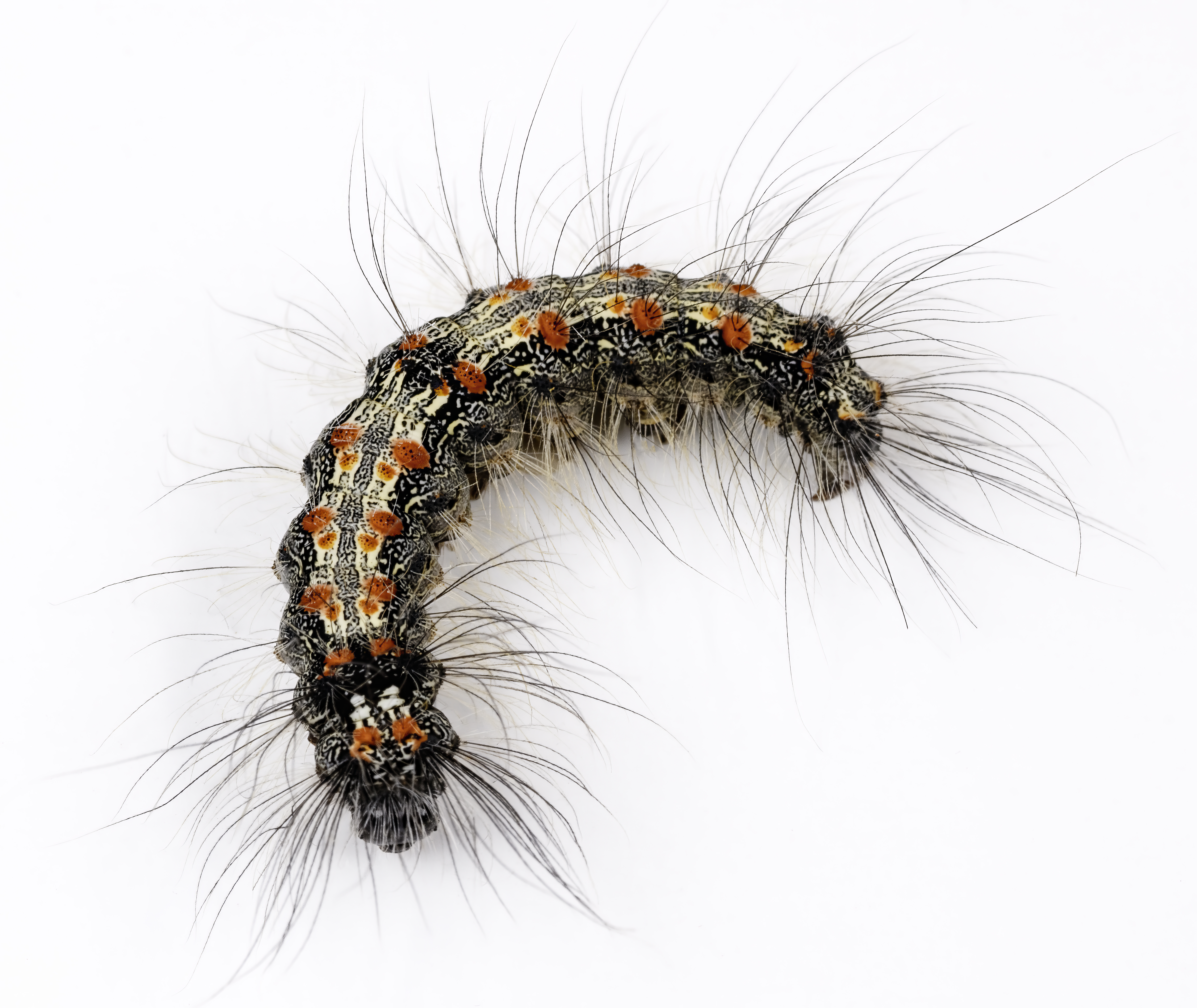
Гусениця

## Спосіб життя
Метелик літає з червня по вересень залежно від місця розташування. На півдні ареалу зрідка буває другий виводок. Личинки живляться лишайниками і водоростями, що ростуть на деревах, особливо на дубах, стінах і каменях. Коли вид стає надлишковим і виникає дефіцит їжі, то личинки поїдають листя та хвою дерев і можуть завдати значної шкоди.